# Göran Boström
Göran Boström, född 30 juli 1942, är en konstnär och skribent, bosatt i Offerdal i Jämtland. 
Boström skildrar ofta naturen i västra Jämtland och anlitas ofta av jakt-tidskrifter.